# Buon compleanno Canale 5
Buon compleanno Canale 5 è stato un programma televisivo italiano andato in onda su Canale 5 tra il 1990 e il 1991. 
La trasmissione celebrava i primi dieci anni di trasmissioni di Canale 5 ed è andato in onda per dodici puntate, condotte a turno da alcuni dei volti più amati della rete: Mike Bongiorno, Marco Columbro, Corrado, Maurizio Costanzo, Raimondo Vianello, Sandra Mondaini, Claudio Lippi, Gerry Scotti, Lino Banfi e Heather Parisi.

## La trasmissione
Il programma era un varietà trasmesso dalla rete ammiraglia Fininvest il venerdì in prima serata, dal 19 ottobre 1990 all'11 gennaio 1991.
Durante le puntate sono state riproposte le immagini di cento programmi ideati da Canale 5 durante gli anni ottanta (dieci trasmissioni a puntate). Le immagini venivano poi commentate in studio dai protagonisti dei filmati e dagli ospiti in studio, che a fine puntata eleggevano la trasmissione migliore tra quelle proposte durante la serata. Durante l'ultima puntata è stato decretato dal pubblico a casa il programma simbolo del decennio appena terminato.
Le ultime due puntate della trasmissione erano incentrate sul presente (il 1990) e il futuro (il 1991) dell'emittente.
Durante lo stesso periodo, Fiorella Pierobon ha condotto una striscia quotidiana pomeridiana, dedicata all'anno corrispondente alla puntata del serale.